# 內部控制
根据会计和审计方面的定义，内部控制是指一个组织或一家公司為保证組織或公司有良好的运营效率、能出具可靠的财务报告以及遵守法律、法规和政策而採取的一系列措施和流程。